# Motta d’Affermo
Motta d’Affermo település Olaszországban, Szicília régióban, Messina megyében. Lakosainak száma 657 fő (2023. január 1.). Motta d’Affermo Pettineo, Tusa és Reitano községekkel határos.

## Népesség
A település lakossága az elmúlt években az alábbi módon változott:
| Lakosok száma | 729  | 717  | 657  |
|               | 2017 | 2018 | 2023 |